# USS Nassau (CVE-16)
USS Nassau (CVE-16) – amerykański lotniskowiec eskortowy typu Bogue. Został zbudowany na podstawie planów statku handlowego typu C3.
Stępkę okrętu położono 27 listopada 1941 w stoczni Seattle-Tacoma Shipbuilding Corporation. Zwodowano go 4 kwietnia 1942, matką chrzestną była pani Hasselman. Jednostka weszła do służby w US Navy 20 sierpnia 1942, jej pierwszym dowódcą był Captain Austin K. Doyle. 
Okręt był w służbie w czasie II wojny światowej. Działał na wodach Pacyfiku, także jako transportowiec samolotów. Przewoził 382 rozbitków z USS "Princeton" (CVL-23).
Wycofany ze służby 28 października 1946. Wcielony do Floty Rezerwowej Pacyfiku. Jego przeznaczenie zmieniono na transportowiec samolotów, 12 czerwca 1955 zmieniono w związku z tym jego oznaczenie na CVHE-16. Skreślony z listy jednostek floty 1 marca 1959. W czerwcu 1961 został przeholowany do Japonii na złomowanie.